# ستيفان إريكسون (تنس)
ستيفان إريكسون مواليد 17 أكتوبر 1963 في السويد، هو لاعب كرة مضرب سويدي سابق وكان يلعب باليد اليمنى. أعلى تصنيف له في الفردي كان المركز الـ 72 في سنة 1987. أعلى تصنيف له في الزوجي كان المركز الـ 110 في سنة 1986.

## النهائيات

### الفردي: (1)
| الرقم | السنة | الدورة         | الأرضية | المنافس في النهائي | النتيجة في النهائي |
| ----- | ----- | -------------- | ------- | ------------------ | ------------------ |
| 1.    | 1987  | شيربورج، فرنسا | صلبة    | جيم بف             | 6–3, 6–0           |

### الزوجي: (1)
| الرقم | السنة | الدورة         | الأرضية | الشريك      | المنافس في النهائي         | النتيجة في النهائي |
| ----- | ----- | -------------- | ------- | ----------- | -------------------------- | ------------------ |
| 1.    | 1985  | هلسنكي، فنلندا | صلبة    | روني باثمان | مورتن كريستنسن باتريك كونن | 6–4, 3–6, 6–4      |

## روابط خارجية
- ستيفان إريكسون على موقع رابطة محترفي التنس (الإنجليزية)
- ستيفان إريكسون على موقع الاتحاد الدولي لكرة المضرب (الإنجليزية)
- ستيفان إريكسون على موقع خلاصة التنس.كوم (الإنجليزية)